# Foulques de Guines
Foulque de Guines est le second fils de Baudouin Ier, comte de Guines dans le Boulonnais. Il est apparenté aux comtes de Boulogne. Il accompagne probablement Eustache III de Boulogne et Robert II de Flandre à la Croisade, et obtient en 1110 de son cousin Baudouin Ier la seigneurie de Beyrouth. Il meurt vers 1125 sans descendance et son fief revient au roi.